# Trematooecia verticalis
Trematooecia verticalis is een mosdiertjessoort uit de familie van de Colatooeciidae. De wetenschappelijke naam van de soort is voor het eerst geldig gepubliceerd in 1910 door Maplestone.